# IN YOUR EYES
「IN YOUR EYES」（イン・ユア・アイズ）は1999年9月29日にソニー・ミュージックレコーズから発売された知念里奈の10枚目のシングル。

## 概要
知念最後の8cmCDシングル。ポーラデイリーコスメ「セルディボディエステ」CFソング。カップリングはブルボン「プチ」CFソング。

## 収録曲
1. IN YOUR EYES
作詞：阿久津健太郎　作曲・編曲：葉山拓亮
2. I〔ai〕
作詞：知念里奈・T2ya　作曲・編曲：T2ya
3. IN YOUR EYES （Backing Track）

## 収録アルバム

### IN YOUR EYES
- ベスト『Passage 〜Best Collection〜』（2000年3月23日）
- ベスト『Rina Chinen 20th Anniversary 〜Singles & My Favorites〜』（2017年2月8日）